# Anton von Jaksch

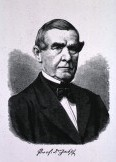
Anton von Jaksch

Anton Ritter von Jaksch, auch Anton (Ritter) Jaksch von Wartenhorst (* 10. April 1810 Wartenberg am Rollberg; † 2. September 1887 auf Schloß Lohowa bei Tuschkau) war ein böhmischer Internist. Er war der Vater des Internisten und Kinderarztes Rudolf von Jaksch.

## Leben
Nach einem Studium der Medizin in Prag und Wien promovierte Jaksch 1835 zum Dr. med. In den folgenden Jahren arbeitete er 1835 bis 38 als Assistent der 2. medizinischen Klinik in Prag. Nebenbei fertigte er seine Habilitation, die er 1842 abschloss. Von 1842 bis 1846 war er Vorstand und Dozent an der neu errichteten Brustkranken-Abteilung, worauf er einen Lehrstuhl an der Universität Prag erhielt. Dort war er 1849 Rektor der Universität. Für seine Tätigkeit war Jaksch mit der Berufung zum Hofrat und durch Verleihung der Würde eines Ritter des österreichischen Ordens der Eisernen Krone II. Klasse ausgezeichnet.
1841 heiratete Jaksch in Prag Karolina Anna von Helly (1822–1859). Anton Jaksch Ritter von Wartenhorst war der zweite Ehemann von Auguste von Bärndorf.
Im Jahre 1861 kaufte Jaksch das Gut Lazsko, der dortige Schlossbau scheiterte an baulichen Mängeln. 1872 erwarb er das Schloss Lohowa.

## Werke
- Diss. inaug. med. sistens conspectum morborum in clinico ophthalmiatrico Pragensi anno 1834 tractatorum, Dissertation, Prag 1835
- Abhandlung über das perforirende Magengeschwür in diagnostischer und therapeutischer Hinsicht, 1844
- Ueber die spontane Heilung der Krankheiten der Herzklappen
- Bericht über Duchenne's de Boulogne Faradisation localisée und Claude Bernard nach einem längeren Aufenthalte in Paris 1852, 1860
- Über Blutvergiftung durch Hautresorption, 1844
- Einige Mitt. über die Wichtigkeit des Gesichts- und Tastsinnes bei Erforschung der Krankheiten der Respirationsorgane, 1847
- Klinische Vorträge über die Lehre von der Syphilis innerer Organe, 1864